# Ketoazidose
Die Ketoazidose ist eine Form der metabolischen Azidose, die besonders häufig als Komplikation bei Diabetes mellitus bei absolutem Insulinmangel auftritt. Ursächlich ist eine zu hohe Konzentration von Ketonkörpern im Blut.

## Ursachen und Entstehung
Bei der Entstehung einer Ketoazidose häufen sich die organischen Säuren Acetessigsäure und β-Hydroxybuttersäure (Ketonkörper) im Blut an und vermindern dessen pH-Wert, verursacht durch einen langanhaltenden absoluten Insulinmangel.
Dadurch wird die Lipolyse sowie die Gluconeogenese enthemmt, in der Folge entsteht Acetyl-CoA und NADH durch die Lipolyse. Das Acetyl-CoA kann nun nicht (wie „normal“) im Citratcyclus verwertet werden, da dieser zum einen durch die hohe NADH-Konzentration gehemmt wird, zum anderen fehlt Oxalacetat, der Reaktionspartner des Acetyl-CoA, da die enthemmte Gluconeogenese das Oxalacetat als Substrat zur Glucoseherstellung verbraucht. Dadurch akkumuliert das energiereiche Acetyl-CoA in der Zelle, es kann auch nicht zur Fettsäuresynthese verwendet werden, da diese durch das fehlende Insulin nicht genügend stimuliert wird. Um das Acetyl-CoA dennoch verwerten zu können, synthetisieren die Mitochondrien der Hepatozyten nun Ketonkörper. Bei der Entstehung von β-Hydroxybutyrat und Acetoacetat wird jeweils ein Proton abgegeben, da es sich um schwache organische Säuren handelt. Dadurch sinkt der pH-Wert.
Am häufigsten ist für die Anhäufung organischer Säuren im Blut die katabole Stoffwechselsituation bei Insulinmangelzuständen im Rahmen eines entgleisten Diabetes mellitus ursächlich (diabetische Ketoazidose). Als weitere typische Ursache gilt die massive Erhöhung der β-Hydroxybuttersäure im Blut infolge Alkoholkonsums (alkoholische Ketoazidose). Alkohol hemmt die Gluconeogenese und die Oxidation freier Fettsäuren in der Leber ebenfalls durch einen erhöhten NADH-Spiegel (pro mol Ethanol entsteht bei vollständiger Oxidation 2 mol NADH und 1 mol Acetyl-CoA)l. Auch Erbkrankheiten wie ein angeborener Mangel an Succinyl-CoA Acetoacetate Transferase (SCOT-Mangel) können auslösend sein.
Auch weitere endokrine Erkrankungen (jenseits des Diabetes) können zu einer Ketoazidose führen, insbesondere schwere Formen einer Hypothyreose, Thyreotoxikosen und eine Nebennierenrindeninsuffizienz. In allen Fällen ist die intrazelluläre hormonsensitive Lipase phosphoryliert und konsekutiv überaktiv, was zu einer ungebremsten Lipolyse führt.
Auch wenn nicht diabetische hormonelle Erkrankungen zu einer Ketonämie und in schweren Fällen einer Ketoazidose führen können, geht die Kombination aus endokriner und diabetischer Ketoazidose mit einer besonders schlechten Prognose einher.
Mitte Mai 2015 warnte die US-Arzneisicherheitsbehörde FDA vor Auftreten einer schweren Ketoazidose unter Therapie mit SGLT2-Inhibitoren wie Canagliflozin, Dapagliflozin und Empagliflozin. Die Indikation von Dapagliflozin (Handelsname FORXIGA®) für die Behandlung des Typ-1-Diabetes-mellitus wurde vom Hersteller AstraZeneca am 1. November 2021 per Rote-Hand-Brief aufgehoben.

## Klinische Erscheinung
Die Ketoazidose zeigt sich klinisch durch unspezifische Symptome wie Atembeschwerden, Übelkeit, Erbrechen, Bauchschmerzen, Polyurie, Durst und Schwäche. Im weiteren Verlauf des Krankheitsbildes (ketoazidotisches Koma) kommt es zur Trübung des Bewusstseins bis hin zum Verlust, der Kußmaul-Atmung mit Acetongeruch der Atemluft und Austrocknung (Exsikkose). Das Krankheitsbild endet unbehandelt tödlich.

## Untersuchung
Notfallmedizinisch geben Anamnese, klinische Erscheinung, ein häufig auftretender Acetongeruch des Atems wertvolle Hinweise. Wegweisende Untersuchung unter stationären Bedingungen ist die Blutgasanalyse (pH < 7,25, erniedrigter pCO2, HCO3− < 15 mmol/l und negativer BE). Bei der diabetisch induzierten Ketoazidose findet sich ein deutlich erhöhter Blutzuckerspiegel (über 240 mg/dl), bei der alkoholischen kann er sowohl erniedrigt als auch normal oder leicht erhöht sein. Die Bestimmung des Acetons im Urin oder Blut ergibt einen erhöhten Wert.

## Behandlung
Therapeutisch stehen die Beendigung des ursächlichen, katabolen Stoffwechselgeschehens durch Blutzuckerkorrektur (Gabe von Insulin) sowie eine ausreichende Flüssigkeitszufuhr aufgrund der begleitenden Exsikkose im Vordergrund. Neben den ärztlichen allgemeinen notfall- oder intensivmedizinischen Maßnahmen zum Erhalt der Vitalfunktionen ist, um weitere potenziell lebensbedrohliche Veränderungen früh genug erkennen zu können, eine konsequente laborchemische Überwachung der Betroffenen notwendig. Insbesondere nennenswerte Abweichungen von Blutzucker- und Kaliumspiegel im Blut bedürfen in der Frühphase häufig prompten Eingreifens.